# 岡田光興
岡田 光興（おかだ みつおき、1957年 - ）は、日本の東洋・西洋神秘学研究家、実践言霊道宗家継承者、歌人。「未来潮流研究会」主宰。

## 概要
- 兵庫県生まれ。早稲田大学法学部卒。
- 古神道、特に言霊学、数霊学を中心とした神道霊学及び古史古伝的歴史学、運命学、心霊科学、古武道、超常現象、美術評論等の論文を多数雑誌に発表[2]。
- 地震、火山噴火、異常気象についてのジャーナリストとしても活躍[2]。
- 日本全国の聖地を巡り、日本を中心とした霊性復権運動を提唱。20数年前「日月神示」に出会い、以後他の神書神典及びニューエイジ、ニューサイエンス等との比較研究を多年にわたって行なう[2]。

## 著書

### 書籍
- 『2012年と日月神示 – 人類はやがてゝ生命体へ多次元神化する！』 徳間書店 2009年
- 『天変地異の超暗号』 徳間書店 2005年
- 『フォトンベルトと日月神示』 徳間書店 2004年

### DVD
- 『2008年以降超加速化するアセンションと日月神示』 ビオ・マガジン 2008年